# Петровка (Бахмутский район)
Петровка (укр. Петрівка) — посёлок в Торецкой городской общине Бахмутского района Донецкой области Украины.
Деревня Петрова досталась Федору Карповичу Фурсову по купчи в 1794 году от Господина Генерала Аншефа Кавалера Петра Богдановича Пассека, которую он населил, после ревизии в 1782 году. В 1795 году население деревни Петровой состояло из 234 черкасс, которые, после 1782 года переведены П. Б. Пассеком из Харьковского наместничества, Чугуевского уезда, Новоспасской слободы и 467 малороссиян.

## Население
Численность населения
| Год  | Количество жителей |
| ---- | ------------------ |
| 1859 | 780                |
| 1885 | 412                |
| 1897 | 575                |
| 1908 | 1972               |
| 1970 | 1576               |
| 1979 | 1170               |
| 1989 | 1265               |
| 1992 | 1300               |
| 1998 | 1300               |
| 2001 | 1237               |
| 2009 | 1144               |
| 2010 | 1128               |
| 2011 | 1121               |
| 2012 | 1114               |
| 2013 | 1117               |
| 2014 | 1101               |

## Известные люди
В Петровке родился Герой Социалистического Труда Михаил Ильич Логвиненко.